# Tela asfáltica

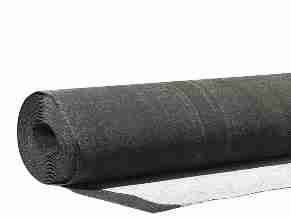
Rollo de tela asfáltica

La tela asfáltica es un término ampliamente utilizado en la construcción para referirse a diversos materiales de impermeabilización basados en productos bituminosos. Estos materiales, diseñados para crear barreras estancas contra el agua, se emplean principalmente en cubiertas, tejados y cimentaciones de edificios, aunque su función principal es proteger la estructura subyacente de la humedad y las filtraciones, su composición, formato y aplicación varían significativamente según la región geográfica.
A lo largo de la historia de la construcción, las soluciones bituminosas han sido valoradas por su capacidad para repeler el agua. Sin embargo, la composición, el formato y la aplicación han evolucionado y varían considerablemente según la tradición constructiva y las normativas de cada región geográfica. Aunque el principio fundamental de impermeabilización con betún permanece, existen diferencias notables en los productos disponibles y en cómo se les conoce, especialmente entre el ámbito americano y el europeo. Esta ambigüedad terminológica es crucial, ya que lo que se conoce como "tela asfáltica" en el ámbito europeo  es un producto distinto de lo que se designa con términos similares en América (como el roofing felt o el asphalt roll roofing en Norteamérica).

## En Europa: Láminas bituminosas recubiertas de aluminio

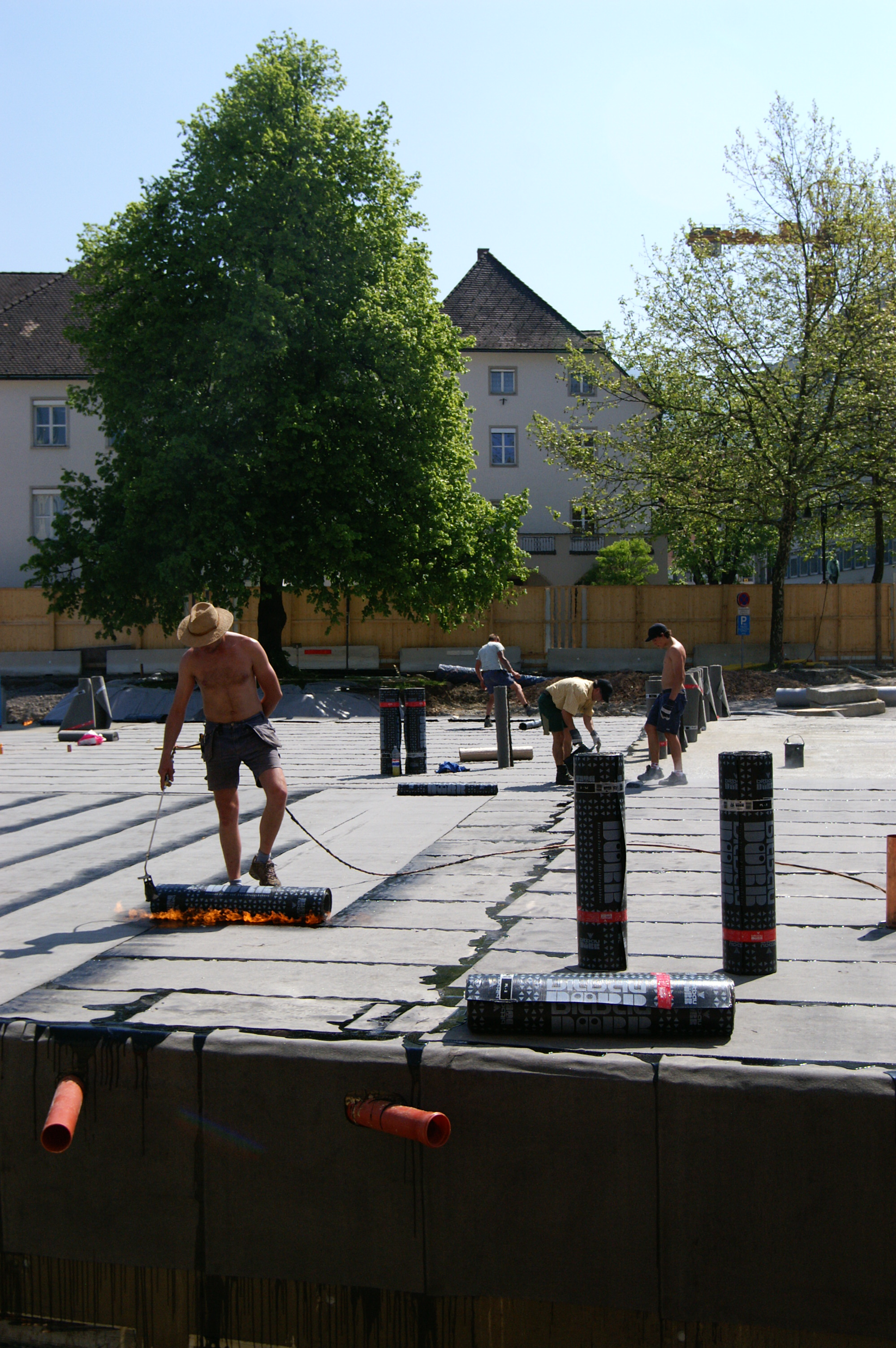
Aplicando rollos de tela asfáltica con soplete

En la mayor parte de Europa, el término "tela asfáltica" se refiere comúnmente a un tipo de rollo bituminoso prefabricado utilizado para la impermeabilización de cubiertas planas, terrazas y cimentaciones. Este producto se distingue por su composición y, a menudo, por su acabado superficial, que puede estar recubierto de aluminio.

## Descripción del producto europeo
La "tela asfáltica" europea es una lámina compuesta por una base de betún modificado (con polímeros como APP para mayor resistencia a altas temperaturas o SBS para mayor elasticidad a bajas temperaturas) con una armadura interna (generalmente de fibra de vidrio o poliéster) que le confiere resistencia mecánica. Una variante muy común en España, especialmente para terrazas transitables o expuestas, presenta una capa superior de aluminio de grosor reducido (aproximadamente 0,08 mm a 0,1 mm), que puede estar grabada con un patrón de pequeños cuadros antideslizantes.
Esta capa de aluminio cumple varias funciones:
- Protección UV: Ofrece una excelente resistencia a la degradación por la radiación ultravioleta del sol, prolongando la vida útil de la lámina.
- Reflectividad: Su acabado metálico refleja la radiación solar, contribuyendo a reducir la absorción de calor en la cubierta.
- Acabado estético: Proporciona un acabado visualmente limpio y duradero, lo que permite que la lámina sea la capa final expuesta en la cubierta, sin necesidad de protección adicional con gravilla o pavimento.
- Antideslizante: El grabado cuadriculado superficial mejora la seguridad al caminar sobre ella, especialmente cuando está húmeda.

Estas láminas tienen un espesor considerable, a menudo alrededor de 5 mm para las versiones más robustas.

## Usos del producto europeo
Su instalación se realiza generalmente mediante termosoldadura con soplete, fundiendo las capas bituminosas en los solapes para crear una barrera continua y estanca.
La "tela asfáltica" con acabado de aluminio es ampliamente utilizada en España para:
- Impermeabilización de terrazas no transitables: Donde la lámina queda expuesta a la intemperie como acabado final.
- Cubiertas planas: Tanto en obra nueva como en rehabilitación.
- Detalles de impermeabilización: En puntos singulares como petos, encuentros con chimeneas o lucernarios, y canales de evacuación de agua.

## Diferencias clave entre los productos
| Característica      | Tela Asfáltica (América/Roofing Felt)           | Tela Asfáltica (Europa/Lámina Bituminosa de Aluminio)    |
| ------------------- | ----------------------------------------------- | -------------------------------------------------------- |
| Definición          | Rollo impregnado de asfalto/brea.               | Lámina prefabricada de betún modificado y armadura.      |
| Composición         | Fibras orgánicas/inorgánicas + betún/asfalto.   | Betún modificado con polímeros + armadura + Aluminio     |
| Acabado superficial | Ninguno, se cubre con tejas/grava.              | Lámina de aluminio gofrado (a menudo).                   |
| Función principal   | Capa base auxiliar bajo el revestimiento final. | Impermeabilización principal y capa de acabado expuesta. |
| Espesor típico      | Ligeras (ej. 3.3 lb/sq), delgadas.              | Gruesas (aprox. 5 mm).                                   |
| Instalación         | Grapado/clavado, asfalto frío/caliente.         | Termosoldadura con soplete en solapes.                   |

## En América: Rollo asfáltico para techos (Asphalt roll roofing)

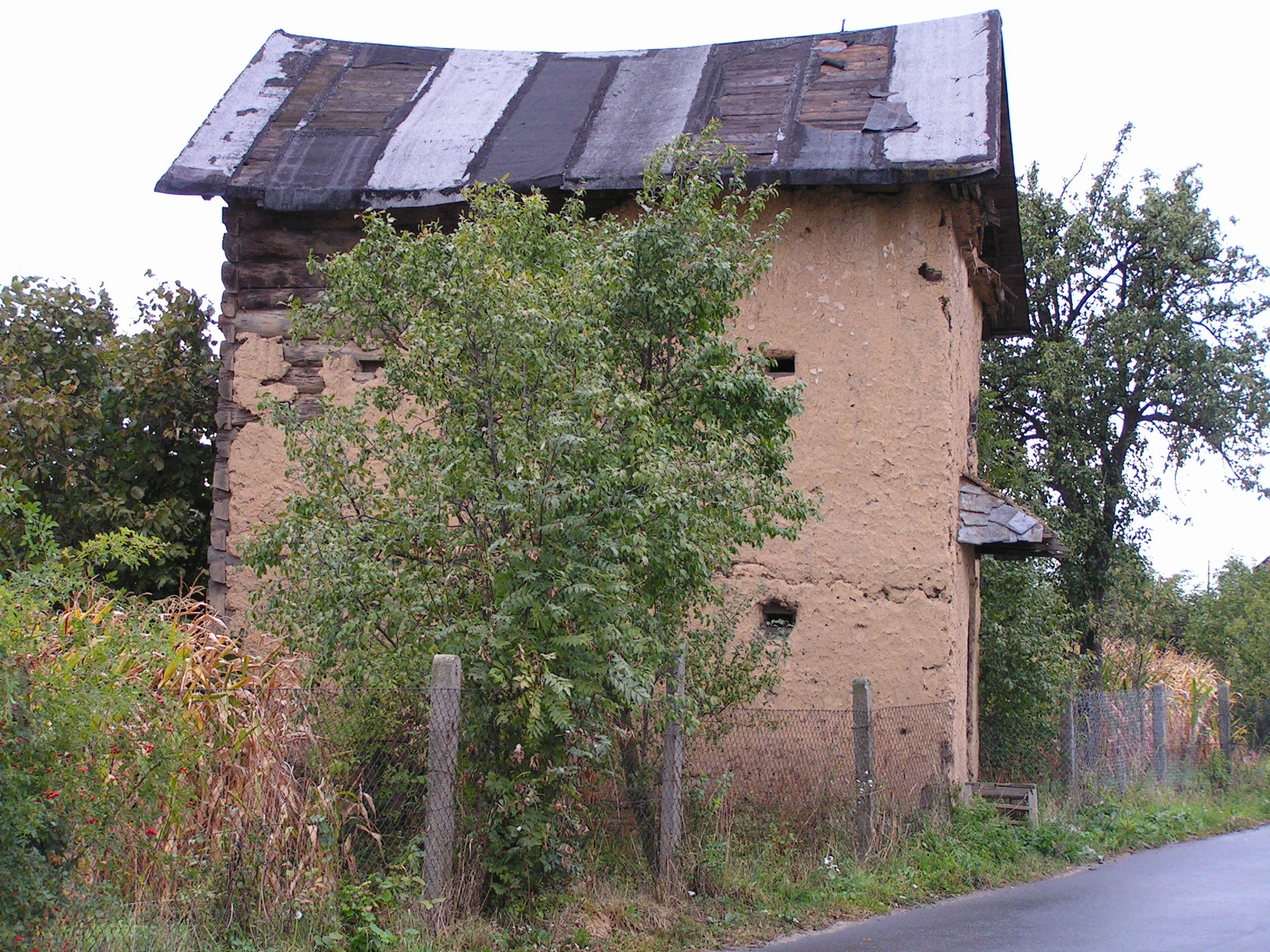
Este techado en rollo se aplicó en sentido vertical sobre el tejado y se encuentra en muy malas condiciones.

En el contexto americano, y particularmente en Norteamérica, el rollo asfáltico para techos (asphalt roll roofing en inglés) es un material de impermeabilización prefabricado, enrollado y resistente, que se utiliza en la construcción, especialmente en tejados de baja pendiente. Se fabrica impregnando una estera (generalmente de fibra de vidrio o fieltro orgánico) con asfalto y recubriéndola con un agregado de piedra granular. Este material difiere del "papel asfáltico" (o tar paper / roofing felt), que es una capa base más ligera y no cuenta con el acabado granular. A pesar de sus diferencias técnicas, en el lenguaje coloquial, a veces sus nombres se usan informalmente como sinónimos.

## Descripción del producto americano
El rollo asfáltico para techos es un material de cubierta comúnmente empleado en América del Norte  para edificaciones con pendientes bajas. Se basa en los mismos materiales utilizados en las tejas de asfalto: una estera de fieltro (orgánica o de fibra de vidrio), saturada con asfalto y revestida con una capa de gránulos de piedra.
Debido a la necesidad de ser enrollado para su transporte, los rollos asfálticos suelen tener una estera más ligera en comparación con las tejas. Las dimensiones típicas de estos rollos son de 36 pulgadas (91,4 cm) de ancho por 33 pies (10,1 m) de largo. Dado su peso relativamente liviano frente a las tejas, el rollo asfáltico se considera un material temporal y económico. Sin embargo, su gran ancho lo hace vulnerable a la contracción y al desgarro inducidos por los cambios de temperatura, a medida que el material se expande y contrae.

## Usos del producto americano

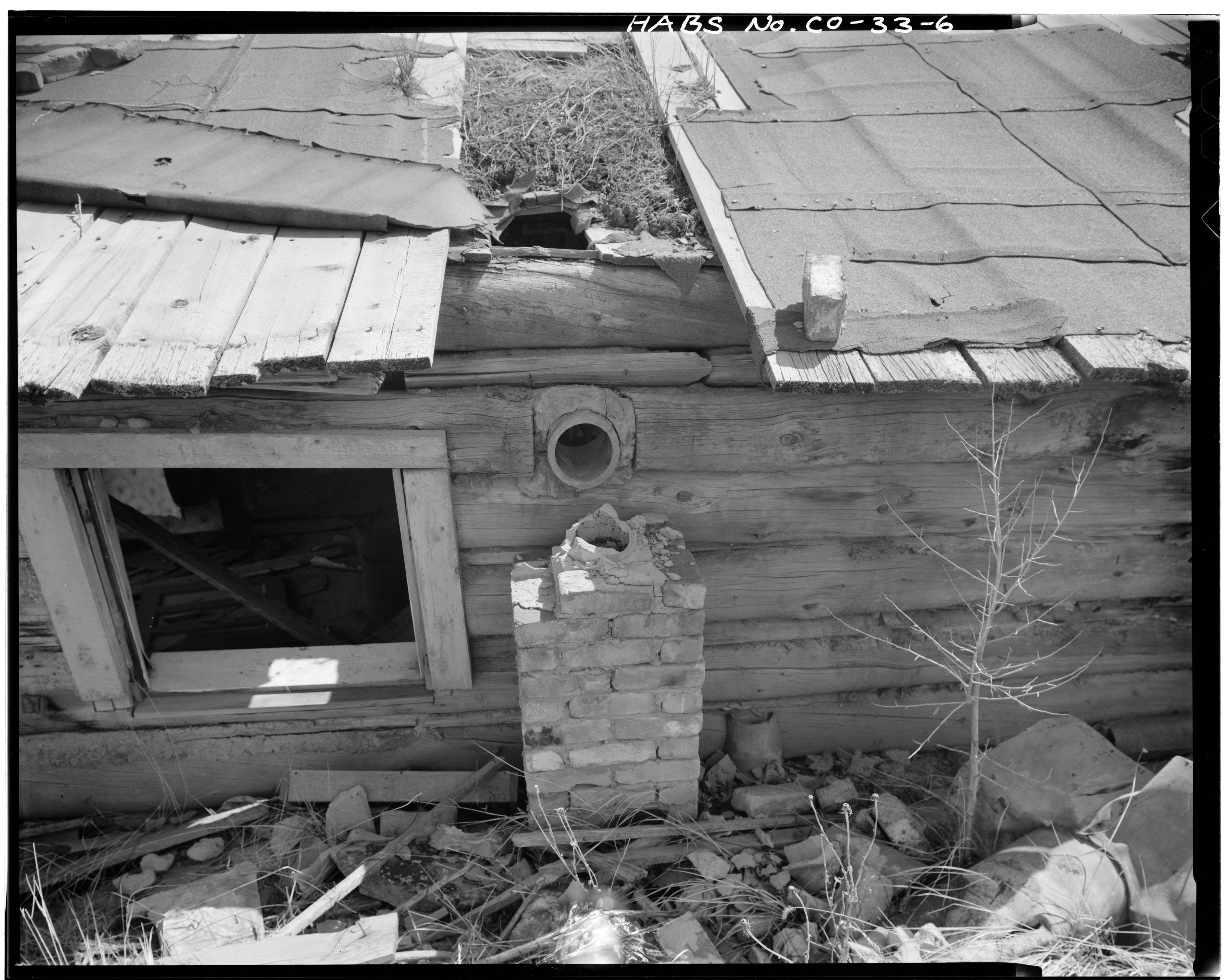
Techado en rollo aplicado horizontalmente sobre una cabaña de troncos en ruinas. Imagen: Encuesta de Edificios Históricos de Estados Unidos

El rollo asfáltico para techos se aplica normalmente en paralelo a los aleros, desde la parte inferior del tejado hacia arriba, superponiendo cada nuevo rollo de manera similar a como se instalan las tejas. Su uso está generalmente restringido a cubiertas con una pendiente inferior a 2:12. Para evitar que los clavos penetren la membrana expuesta y para prevenir el levantamiento por el viento, se suele utilizar adhesivo o "cemento de solape" en el borde inferior del rollo, mientras que el borde superior se clava y se cubre con el rollo siguiente.
Este material también puede servir como capa base bajo otras cubiertas como asfalto, madera, listones y otras tejas, o incluso grava, ya que el rollo asfáltico por sí mismo no es particularmente resistente al viento o al sol si no está adecuadamente protegido. Se vende en rollos de varios anchos, largos y espesores; por ejemplo, en EE. UU. son comunes los rollos de 3 pies (0,9 m) de ancho, 50 o 100 pies de largo, y los pesos "15 lb" (6,8 kg) y "30 lb" (13,6 kg). Frecuentemente, vienen marcados con líneas de tiza a intervalos específicos para facilitar una colocación recta y un solape adecuado (con mayor solape para tejados más planos). En el siglo XIX y principios del XX, las chozas recubiertas de rollo asfáltico, que consistían en marcos de madera cubiertos con este material, eran una forma común de vivienda de muy bajo coste en las zonas rurales de Estados Unidos y Canadá.
La instalación puede realizarse de varias formas, como grapado o clavado con clavos para techos, pero también se aplica a veces en varias capas con asfalto caliente, asfalto frío (adhesivo) o adhesivos no asfálticos.

## Método de aplicación
El rollo asfáltico puede aplicarse mediante diferentes técnicas:
- Pegado: Se fija al soporte usando una mezcla de betún y disolvente (adhesivo en frío).
- Clavado: Se asegura en su lugar con clavos para techos. Este método se basa en que la cabeza del clavo quede ligeramente por debajo de la superficie para lograr un sellado a presión. La impermeabilización no es del todo perfecta, por lo que se suele complementar con una capa de madera resistente al agua (generalmente OSB o contrachapado) debajo del rollo. Es el método más común en cobertizos.
- Betún caliente: Se aplica el rollo sobre una capa de betún caliente que actúa como adhesivo.
- Soplete: La parte inferior del rollo se funde ligeramente con un soplete y se presiona en su lugar para adherirlo al soporte. (Nota: Este método es más característico de las láminas asfálticas europeas, pero algunas variantes de rollos asfálticos pueden permitirlo).